# Bombe non guidée

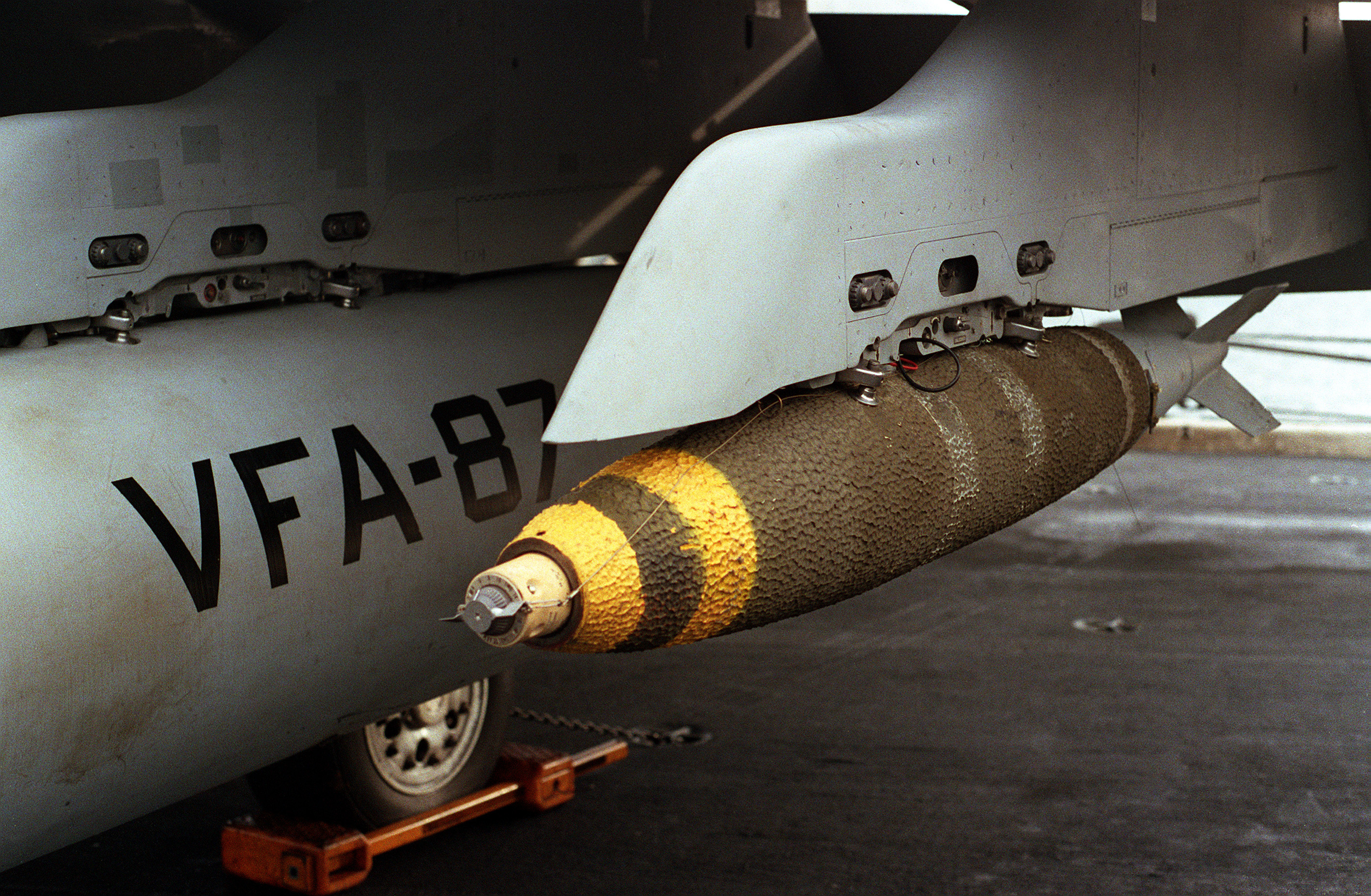
Une bombe gravitaire Mark 82 de 227 kg.

Une bombe non guidée, également connu sous le nom de bombe gravitaire, est une bombe conventionnelle larguée par un aéronef qui ne contient pas de système de guidage et, par conséquent, ne fait que suivre une trajectoire balistique.
Tel était le cas des bombes larguées par avions, jusqu'à la deuxième moitié de la Seconde Guerre mondiale, et de la grande majorité jusqu'à la fin des années 1980.
Puis, comme l'utilisation de bombes guidées de précision a considérablement augmenté, un rétronyme était nécessaire pour différencier les «bombes intelligentes», des bombes non guidées. Le terme bombe gravitaire a donc été inventé.
Les bombes non guidées utilisent généralement une fusée de contact pour une détonation à l'impact. Une alternative est une fusée avec un altimètre, afin de déclencher une explosion aérienne à l'altitude désirée.

## Bombe freinée

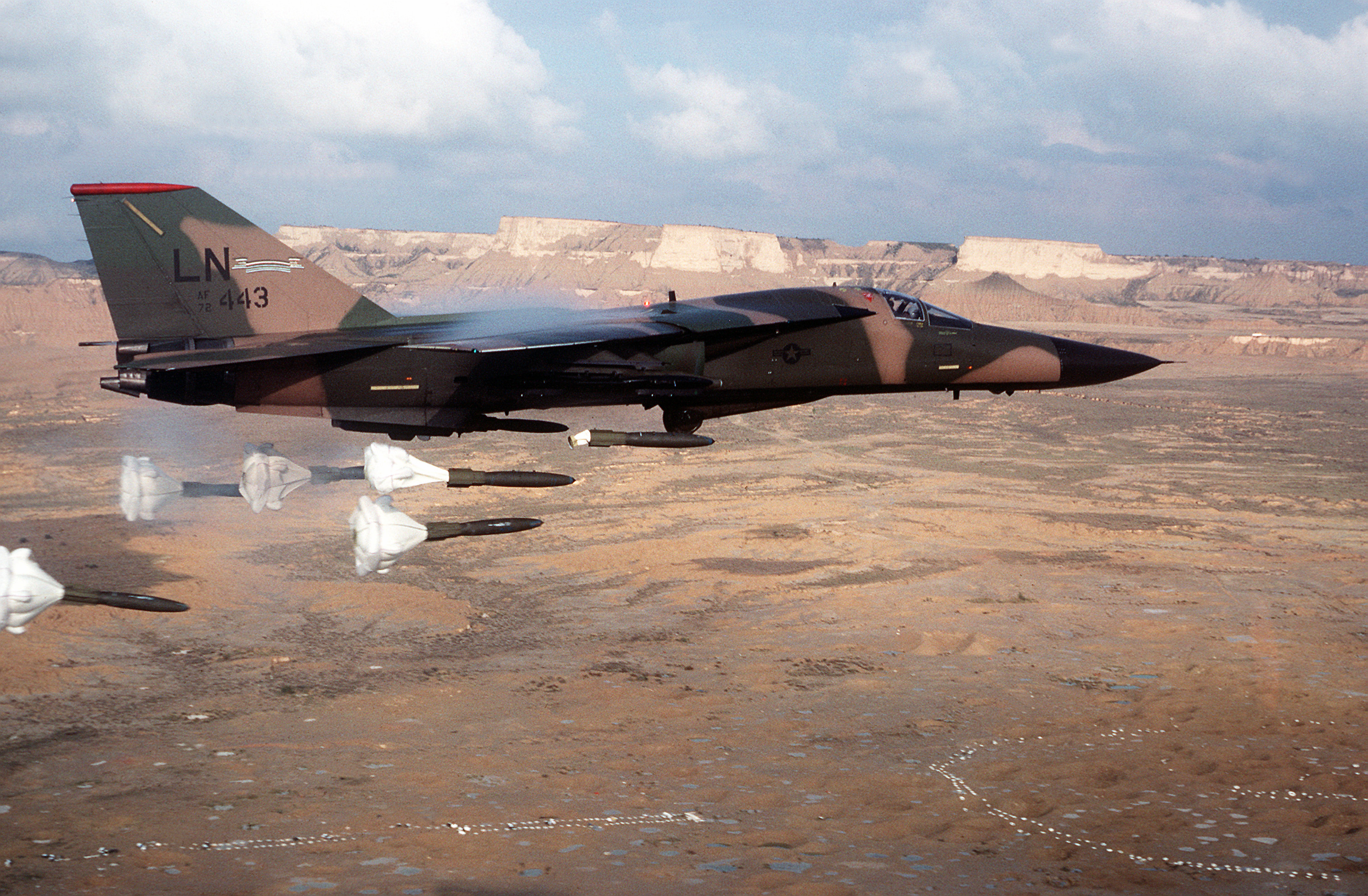
Un F-111 lançant des bombes Mark 82 freinées par un ballute (Mk82AIR / BSU49B)

Un type particulier de bombe non guidée est une bombe freinée, qui utilise un procédé mécanique pour créer un frein aérodynamique, tel qu'un parachute, ou un ballute. Il se déploie après que la bombe est libérée, ce qui ralentit sa chute et réduit la distance qu'elle parcourt, donnant le temps à l'aéronef de se dégager de la zone de l'explosion lors de bombardements à basse altitude ou avec des engins nucléaires. Toutefois, ces bombes sont moins précises que des bombes conventionnelles en chute libre.